# فرد ميرفي
فرد ميرفي (بالإنجليزية: Fred Murphy)‏ هو لاعب كرة قدم أمريكية أمريكي، ولد في 20 فبراير 1938 في أتلانتا في الولايات المتحدة.

## وصلات خارجية
- فرد ميرفي على موقع مرجع كرة القدم المحترفة.كوم (الإنجليزية)